# Mistrzostwa Europy w Łyżwiarstwie Szybkim w Wieloboju 1892
2. Mistrzostwa Europy w łyżwiarstwie szybkim w wieloboju odbyły się w dniach 25–26 stycznia 1892 roku w Wiedniu na terenie Austro-Węgier. W zawodach brali udział tylko mężczyźni. Zawodnicy startowali na dystansach angielskich, czyli 1/3 mili (536 metrów), 1 mila (1609 metrów) i 3 mile (4827 metrów). Pierwszym mistrzem Europy został reprezentant gospodarzy, Franz Schilling.

## Uczestnicy
W zawodach wzięło udział 4 łyżwiarzy z 1 kraju. Sklasyfikowanych zostało 3.
| Państwa biorące udział w mistrzostwach |
| -------------------------------------- |
| Austro-Węgry                           |

## Wyniki
DNF – nie ukończył
| Pozycja | Zawodnik              | Kraj         | 1/3 mili    | 1 mila      | 3 mile       |
| ------- | --------------------- | ------------ | ----------- | ----------- | ------------ |
| 01 !    | Franz Schilling       | Austro-Węgry | 1:15.2 (2.) | 3:53.2 (1.) | 12:21.0 (1.) |
| 02 !    | Hermann Galler        | Austro-Węgry | 1:10.0 (1.) | 4:03.0 (2.) | 14:08.0 (3.) |
| 03 !    | Heinrich Kern         | Austro-Węgry | 1:20.0 (3.) | 4:11.0 (3.) | 14:06.0 (2.) |
| DNF     | Josef Rössler-Ořovský | Austro-Węgry | 1:22.0 (4.) | DNF         | 14:50.0 (4.) |